# Carex molinae
Carex molinae är en halvgräsart som beskrevs av Rodolfo Amando Philippi. Carex molinae ingår i släktet starrar, och familjen halvgräs. Inga underarter finns listade i Catalogue of Life.